# Gmina Rakszawa
Die Gmina Rakszawa ist eine Landgemeinde im Powiat Łańcucki der Woiwodschaft Karpatenvorland in Polen. Ihr Sitz ist das gleichnamige Dorf.

## Gliederung
Zur Landgemeinde (gmina wiejska) Rakszawa gehören die Dörfer
- Kąty Rakszawskie
- Rakszawa
- Węgliska und
- Wydrze

mit jeweils einem Schulzenamt (sołectwo).